# Liski
Liski (ruski: Лиски) - grad i administrativno središte Liskinskoga okruga u Voronješkoj oblasti u Rusiji. Ima 55,864 stanovnika prema popisu stanovništva iz 2010.
Liski je nastao pod imenom Novaja Pokrovka (rus. Новая Покровка) 1571. godine. Preimenovan je u ime Svoboda (rus. Свобода) 1943. godine i nakon nekoga vremena opet je bio Liski pa je preimenovan u Georgiju-Dež (ruski: Георгиу - Деж) 1965. prema rumunjskome komunističkome vođi George Georgiju – Dežu. Ponovno se zove Liski od 1990. godine.
U okviru upravnih jedinica, Liski služi kao administrativno središte Liskinskoga okruga. Ima zasebni status unutar Okruga. 